# Burgher
Die Burgher sind eine euroasiatische ethnische Gruppe in Sri Lanka, die aus Mischehen zwischen europäischen Siedlern der Kolonialzeit (vor allem Portugiesen, Niederländer und Engländer) mit einheimischen singhalesischen und tamilischen Frauen hervorgegangen ist. 

## Etymologie
Der Begriff „Burgher“ entstand aus dem niederländischen Begriff Vry Burger, was „freier Bürger“ bedeutet. 

## Demographie
Gemäß der Volkszählung (census) des Jahres 2012 gibt es in Sri Lanka etwa 37.000 Burgher. Die meisten von ihnen leben in der Hauptstadt Colombo. Nach der Unabhängigkeit Sri Lankas vom Britischen Empire im Jahr 1948 gab es mehrere Auswanderungswellen, vor allem nach England, Australien, Neuseeland, Kanada und in die USA. Die Anzahl der Burgher weltweit wird heute auf mehr als 100.000 geschätzt.

## Definition
Die Burgher wurden erstmals unter den Briten offiziell definiert, obwohl der Begriff in der niederländischen Kolonialzeit entstand und damals für die niederländischen Siedler und ihre Nachfahren gebräuchlich war. Im Jahr 1883 entschied der Vorsitzende des Obersten Gerichtshofes in Ceylon, dass man nur dann ein Burgher sei, wenn man einen in Sri Lanka geborenen Vater hat, mit mindestens einem direkten europäischen Vorfahren väterlicherseits. Die Herkunft der Mutter spiele keine Rolle. 
Heute werden alle Nachfahren der europäischen Kolonialisten als Burgher bezeichnet. Die Burgher spalten sich in zwei Gruppen: niederländische und portugiesische Burgher. Die niederländischen Burgher sind hellerer Hautfarbe und können über die männliche Linie europäische Vorfahren nachweisen, haben also europäische Familiennamen. Sie gehören meist der niederländisch-reformierten Kirche an. Die portugiesischen Burgher glaubten oft, europäische Vorfahren zu haben, können dies aber nicht urkundlich nachweisen. Sie haben eine dunklere Hautfarbe und sind Katholiken.

## Geschichte
Die Portugiesen eroberten im Jahr 1518 die Küstenregionen Sri Lankas. Es kam zu Ehen der portugiesischen Eroberer mit einheimischen tamilischen oder singhalesischen Frauen. Nachdem die Insel im Jahr 1658 an die Niederländer gefallen war, mussten die meisten Portugiesen das Land verlassen. Menschen mit gemischt portugiesischem, singhalesischem oder tamilischem Hintergrund wurden jedoch geduldet, wie auch portugiesische getaufte Juden (Converso), die vor der Inquisition aus Portugal geflohen waren.
Nach der Eroberung Sri Lankas begannen die Niederländer mit der Ansiedlung von Niederländern, die 'Burgher' genannt wurden. Aber nur wenige niederländische Familien ließen sich auf Ceylon nieder. Im Jahr 1675 gab es lediglich 68 verheiratete freie Burgher auf der Insel. In den ersten 30 Jahren niederländischer Herrschaft über Sri Lanka gab es nie mehr als 500 Burgher, hauptsächlich Seeleute, Angestellte, Wirtsleute und entlassene Soldaten. Die Niederländische Ostindien-Kompanie (VOC) versuchte die Siedlungsbestrebungen zu unterstützen: Nur Burgher durften Geschäfte zu eröffnen, und ihnen wurde großzügig Land und das Recht zu freiem Handel gewährt. Wo immer möglich, wurden sie den Einheimischen vorgezogen. Nur Burgher, in der Mehrzahl Angestellte der VOC, durften Brot backen, schlachten oder Schuhe herstellen. Die Heirat eines Burghers mit einer einheimischen Frau (oftmals Frauen einheimisch-portugiesischer Abstammung) wurde nur erlaubt, wenn diese zum Christentum konvertierte. Die Töchter aus solchen Beziehungen hatten einen Niederländer zu heiraten, um die Mischung der Rassen so gering wie möglich zu halten.
Im 18. Jahrhundert entwickelte sich eine schnell wachsende europäische Gemeinde (eine Mischung aus Portugiesen, Niederländern, Singhalesen und Tamilen). Sie kleideten sich europäisch, sprachen niederländisch oder portugiesisch. Die niederländischen Burgher hatten eine hellere Hautfarbe, gehörten der niederländisch reformierten Kirche und sprachen Niederländisch. Die portugiesischen Burgher (später Mechanics genannt) hatten dunklere Haut, waren Katholiken und sprachen kreolisches Portugiesisch. Da die Portugiesen unter ihrer Herrschaft einheimische Angestellte zum katholischen Glauben und zum Annehmen eines christlichen Namens zwangen, waren sich viele portugiesische Burgher nicht sicher, ob sie tatsächlich europäische Vorfahren hatten oder nicht. 
Nur niederländische Burgher konnten zu dieser Zeit Geistliche (Predikants) der niederländisch reformierten Kirche werden. In den letzten Jahrzehnten der niederländischen Herrschaft über Sri Lanka bildeten die Burgher eine Bürgerwehr, die Colombo während des 4. niederländisch-britischen Krieges verteidigte. Obwohl es in der niederländischen Kolonialzeit keine demografischen Erhebungen für die Burgher-Gemeinde gab, kann man sagen, dass der Zuwachs konstant war. Ein bescheidener, aber regelmäßiger Zuzug von Neuankömmlingen aus Europa mischte sich mit den Familien, die schon seit mehreren Generationen auf der Insel lebten. So konnte die Burgher-Gemeinde ihren offenen Charakter und die heterogenen kulturellen Traditionen erhalten. 
Zur Zeit der Eroberung durch die Briten im Jahr 1796 gab es 900 Familien niederländischer Burgher in Ceylon, konzentriert in Colombo, Galle, Matara und Jaffna. Während der britischen Herrschaft wurden die Burgher als Angestellte, Rechtsanwälte, Soldaten und Ärzte in die Kolonialverwaltung einbezogen. Sie wurden zu einer privilegierten Schicht auf der Insel.
Die niederländischen Burgher, jetzt Untertanen der britischen Krone, gaben die niederländische Sprache allmählich auf und begannen Englisch zu sprechen. Um 1860 war der Gebrauch des Niederländischen unter den Burghern verschwunden. Das kreolische Portugiesisch wurde von den portugiesischen Burgher-Familien als Umgangssprache bis zum Ende des 19. Jahrhunderts weiter gepflegt.
Heute sind die Burgher eine kleine, aber im Verhältnis zu ihrer Zahl immer noch einflussreiche Minderheit. Der soziale Status innerhalb ihrer Gemeinschaft ist abhängig vom Grad ihrer Vermischung mit Singhalesen oder Tamilen – es gilt: je europäischer, desto anerkannter. Meist sind sie Lehrer, Juristen, Geschäftsleute und leben vornehmlich in den Städten entlang der Westküste. Als 1956 Singhalesisch zur Staatssprache wurde, nahm dies den Englisch sprechenden Burghern ihre privilegierte sozialen Stellung. Viele verließen daraufhin, auch aus wirtschaftlichen Gründen, das Land. Die Zurückgebliebenen verlieren zunehmend an Bedeutung und waren im Begriff, im bunten Gemisch der sri-lankischen Bevölkerung aufzugehen. Mit dem Erstarken des singhalesischen und tamilischen Nationalismus jedoch ist auch ein zunehmender Nationalismus unter den Burghern und ein Zusammenwachsen der verschiedenen Burgher-Gemeinden Sri Lankas zu beobachten.

## Bekannte Burgher
- Michael Ondaatje (* 1943) – Autor von Der englische Patient
- Nigel Barker – britischer Fotograf
- Sir Christopher Ondaatje (* 1933) – Athlet
- Cliff Foenander – Musiker in Sri Lanka und in den Vereinigten Staaten
- Robin Foenander – Australischer Musiker und Rundfunksprecher